# 関良徳
関 良徳（せき よしのり、1971年 - ）は、日本の法学者。専門は法哲学。信州大学学術研究院教授。日本法哲学会事務局長。

## 人物・人物
群馬県前橋市出身。群馬県立前橋高等学校を経て、1994年一橋大学法学部卒業。1999年同大大学院法学研究科を修了し、論文「ミシェル・フーコーの権カ論と法の問題」により博士（法学）取得。審査員は森村進、佐々木滋子、青木人志。
一橋大学大学院法学研究科助手、日本学術振興会特別研究員を経て、2002年岩手大学教育学部専任講師。2003年信州大学教育学部専任講師。2007年同准教授。2011年日本法哲学会理事。2012年共通教育グッドプラクティス最優秀賞受賞。2017年信州大学学術研究院教授。同年日本法哲学会事務局長、ロンドン大学バークベック・カレッジ法科大学院客員研究員。

## 著作

### 著書
- 『フーコーの権力論と自由論―その政治哲学的構成』勁草書房 2001年
- 『法の他者』（仲正昌樹編,共著）御茶の水書房 2004年

### 訳書
- デイヴィッド・フリードマン『自由のためのメカニズム―アナルコ・キャピタリズムへの道案内』（森村進,高津融男,橋本祐子と共訳）勁草書房 2003年
- ピーター・スタイン『ローマ法とヨーロッパ』（屋敷二郎監訳,藤本幸二と共訳）ミネルヴァ書房 2003年
- ベン・ゴールダー,ピーター・フィッツパトリック『フーコーの法』（共訳）勁草書房 2014年
- ドゥルシラ・コーネル『自由の道徳的イメージ』（仲正昌樹監訳,共訳）御茶の水書房 2015年